# 山本孝治
山本 孝治（やまもと こうじ、1885年（明治18年）6月18日 ‐ 1934年（昭和9年）7月27日）は日本の検察官（海軍法務官）、海軍軍属。五・一五事件を検察官として担当した。

## 経歴
新潟県三島郡来迎寺村（現・長岡市）に生まれる。新潟県立長岡中学校から旧制第三高等学校に進学した。長岡中学校では山本五十六の1学年下だったという。1911年に東京帝国大学法科大学を卒業した。
1912年4月に新潟県属として出仕の後、1915年10月に高等文官試験に合格した。1917年3月に海軍省主理試補・舞鶴鎮守府軍法会議付となる。1932年2月、東京軍法会議検察官となり、五・一五事件を担当する。
五・一五事件においては、当時、政府の汚職から犯行に至った海軍将校に対する寛大な措置をもとめる世論が起こっていた。特に陸軍側の減刑嘆願書は35万通に達し、裁判官の前にそれを積み上げて審理をおこなったという。これは陸軍が新聞を煽り、在郷軍人会を動員して集めたものといわれ、陸軍大臣の擁護の談話も発表され、叛乱行為を是認する空気が高まっていた。
検察官として対応した山本は、テロリズムに対する厳しい対応を示し、死刑を含む厳罰を求刑した。
軍法会議の翌年（1934年）、敗血症により死去。

## 思想
赤穂義士の行動を愚挙として否定している。「内匠頭の刃傷は「不義」の行為であり、赤穂義士は「君の邪志」を引き継いだ逆賊」とする。五・一五事件においても、もし首謀者達を無罪にすれば後の禍根になると論告にて述べている。